# Diego Preschern
Diego Preschern (Venezia, 6 ottobre 1963) è un ex arbitro di calcio italiano.

## Biografia
Appartenente alla sezione AIA di Mestre, dopo aver accumulato 41 presenze in Serie C1 nei tre di appartenenza alla CAN C (compresa la finale play-off di Serie C1 del 1996, a Modena, tra Empoli e Como), nel 1996 viene promosso nella massima categoria arbitrale per decisione dell'allora designatore Tullio Lanese.
Nel 1997 debutta in Serie A in occasione della partita Udinese-Atalanta. Al termine di quella stagione viene insignito del "Premio Giorgio Bernardi" destinato al miglior arbitro debuttante in Serie A.
Nel 2005 viene convocato per dirigere al torneo calcistico della XIII Universiade a Smirne. L'anno successivo viene dismesso dai ruoli per anzianità di servizio, con un bilancio di 29 gare dirette in Serie A.
È stato osservatore degli arbitri CAN A. Nel luglio 2014 si dimette da tale incarico pur rimanendo dentro l'AIA.